# NGC 6140
NGC 6140 é uma galáxia espiral barrada (SBc/P) localizada na direcção da constelação de Draco. Possui uma declinação de +65° 23' 24" e uma ascensão recta de 16 horas, 20 minutos e 57,0 segundos.
A galáxia NGC 6140 foi descoberta em 3 de Junho de 1788 por William Herschel.